# دينر أندوري
الدينر الأندوري وتعني حرفيا النقد الأندوري هي نقود تذكارية على هيئة نقود معدنية تصدر خصيصا لهوات جمع العملات، ولا تمتلك قيمة رسمية للتعامل. وتنقسم إلى مائة سنتيم.

## الإصدارات
| عملات الدينر الأندوري (الأمثلة) | عملات الدينر الأندوري (الأمثلة) | عملات الدينر الأندوري (الأمثلة) | عملات الدينر الأندوري (الأمثلة) | عملات الدينر الأندوري (الأمثلة) | عملات الدينر الأندوري (الأمثلة)                                        | عملات الدينر الأندوري (الأمثلة) | عملات الدينر الأندوري (الأمثلة)                                                             | عملات الدينر الأندوري (الأمثلة) | عملات الدينر الأندوري (الأمثلة) |
| الصورة                          | القيمة                          | المواصفات                       | المواصفات                       | المواصفات                       | المواصفات                                                              | الوصف                           | الوصف                                                                                       | الوصف | تاريخ الإصدار                   |
| الصورة                          | القيمة                          | القطر                           | السمك                           | الكتلة                          | المكونات                                                               | الحافة                          | الوجه                                                                                       | الظهر | تاريخ الإصدار                   |
| ------------------------------- | ------------------------------- | ------------------------------- | ------------------------------- | ------------------------------- | ---------------------------------------------------------------------- | ------------------------------- | ------------------------------------------------------------------------------------------- | --- | ------------------------------- |
|                                 | سنتيم واحد                      | 22 ملم                          | 1.75 ملم                        | 1.25 غم                         | ألومنيوم                                                               | عادي/ناعم                       | التاج وإكليل الغار؛ النص "JOAN D.M. BISBE D'URGELL I PRINCEP D'ANDORRA", "1 CÈNTIM", "1999" | ملاك يحمل حزمة قمح؛ النص "FAO ALIMENTS GARANTITS PEL SEGLE XXI"                                                                              | 1999                            |
|                                 | سنتيم واحد                      | 18 ملم                          |                                 | 2.8 غم                          | نحاس أصفر                                                              | مقصب                            | شعار أندورا؛ النص "PRINCIPAT D'ANDORRA", "1 ct.", "2005"                                    | زهرتا نرجس شاعري (Narcissus poeticus); النص "GRANDALLA"                                                                                      | 2005                            |
|                                 | 1 سنتيم                         | 21 ملم                          | 1.85 ملم                        | 4.5 غم                          | نحاس أصفر                                                              | عادي/ناعم                       | شعار أندورا؛ النص "PRINCIPAT D'ANDORRA", "1 ct.", "2013"                                    | ذكر ديك الخلنج الغربي (طيهوج); النص "GALL FER"                                                                                               | 2013                            |
|                                 | سنتيمان اثنان                   | 21.3 ملم                        |                                 | 4 غم                            | نحاس أصفر                                                              | مقصب                            | شعار أندورا؛ النص "PRINCIPAT D'ANDORRA", "2 ct.", "2005"                                    | شمواة البيرينيه؛ النص "ISARD" | 2005                            |
|                                 | سنتيمان اثنان                   | 22 ملم                          | 1.75 ملم                        | 4.324 غم                        | نحاس أصفر                                                              | عادي/ناعم                       | شعار أندورا؛ النص "PRINCIPAT D'ANDORRA", "2 ct.", "2013"                                    | زهور نرجس شاعري (Narcissus poeticus); النص "GRANDALLA"                                                                                       | 2013                            |
|                                 | 5 سنتيمات                       | 24.5 ملم                        |                                 | 5.5 غم                          | نحاس أصفر                                                              | مقصب                            | شعار أندورا؛ النص "PRINCIPAT D'ANDORRA", "5 ct.", "2005"                                    | لوحة جدارية في كنيسة سانتا كولوما: حيوانات أسطورية مجنحة تحيط بالشخصية الدينية المركزية؛ النص "SANTA COLOMA FRAGMENT PICTÒRIC"               | 2005                            |
|                                 | 5 سنتيم                         | 23 ملم                          | 1.80 ملم                        | 5 غم                            | نحاس أصفر                                                              | عادي/ناعم                       | شعار أندورا؛ النص "PRINCIPAT D'ANDORRA", "5 ct.", "2013"                                    | جسر بونت دي لا مارجينيدا: النص "PONT DE LA MARGINEDA"                                                                                        | 2013                            |
|                                 | 10 سنتيمات                      | 22.2 ملم                        |                                 | 6.5 غم                          | نيكل نحاسي                                                             | عادي/ناعم                       | شعار أندورا؛ النص "PRINCIPAT D'ANDORRA", "10 ct.", "2005"                                   | كنيسة القديس فيسنت من إنكلار؛ النص "SANT VICENÇ D'ENCLAR"                                                                                    | 2005                            |
|                                 | 10 سنتيمات                      | 25 ملم                          | 2.20 ملم                        | 7 غم                            | نيكل نحاسي                                                             | مقصب                            | شعار أندورا؛ النص "PRINCIPAT D'ANDORRA", "10 ct.", "2013"                                   | لوحة جدارية في القديس كريستوفول من آنيوس; النص "PINTURA MURAL SANT CRISTÒFOL D'ANYÓS"                                                        | 2013                            |
|                                 | 25 سنتيم                        | 24.2 ملم                        |                                 | 7.75 غم                         | نيكل نحاسي                                                             | عادي/ناعم                       | شعار أندورا؛ النص "PRINCIPAT D'ANDORRA", "25 ct.", "2005"                                   | حرم السيدة ميرتشل؛ النص "SANTUARI DE MERITXELL"                                                                                              | 2005                            |
|                                 | 25 سنتيم                        | 25.4 ملم                        | 2.15 ملم                        | 7.7 غم                          | نيكل نحاسي                                                             | عادي/ناعم                       | شعار أندورا؛ النص "PRINCIPAT D'ANDORRA", "25 ct.", "2013"                                   | أروية؛ النص "MUFLÓ" | 2013                            |
|                                 | 50 سنتيم                        | 25.9 ملم                        |                                 | 8.8 غم                          | نيكل نحاسي                                                             | عادي/ناعم                       | شعار أندورا؛ النص "PRINCIPAT D'ANDORRA", "50 ct.", "2005"                                   | خريطة أندورا؛ النصوص "ORDINO", "CANILLO", "LA MASSANA", "ENCAMP", "ESCALDES ENGORDANY", "ANDORRA LA VELLA", "SANT JULIÀ DE LÒRIA", "ANDORRA" | 2005                            |
|                                 | 50 سنتيم                        | 28 ملم                          | 2.10 ملم                        | 8.8 غم                          | نيكل نحاسي                                                             | عادي/ناعم                       | شعار أندورا؛ النص "PRINCIPAT D'ANDORRA", "50 ct.", "2013"                                   | صورة شارلمان مع تاج وسيف; النص "CARLEMANY"                                                                                                   | 2013                            |
|                                 | دينر واحد                       | 24.5 ملم                        |                                 | 8.5 غم                          | عملة ثنائية المعدن (نحاس أصفر في الوسط ونيكل نحاسي في الحلقة الخارجية) | مقصب                            | شعار أندورا؛ النص "PRINCIPAT D'ANDORRA", "1 D.", "2005"                                     | سيدة مريتشل؛ النص "MARE DE DÉU DE MERITXELL"                                                                                                 | 2005                            |
|                                 | دينر واحد                       | 38.6 ملم                        | 2.89 ملم                        | 31.105 ملم                      | .999 فضة                                                               | مقصب                            | نسر؛ النص "ANDORRA", "1 DINER", "2008", "1 UNÇA PLATA PURA .999"                            | تفاصيل شعار أندورا | 2008                            |
|                                 | دينر واحد                       | 28 ملم                          | 2.90 ملم                        | 12.2 غم                         | نحاس أصفر                                                              | مقصب                            | شعار أندورا؛ النص "PRINCIPAT D'ANDORRA", "1 D.", "2013"                                     | سيدة مريتشل؛ النص "MARE DE DÉU DE MERITXELL"                                                                                                 | 2013                            |
|                                 | دينران اثنان                    | 28.4 ملم                        |                                 | 11.25 غم                        | عملة ثنائية المعدن (نيكل نحاسي في الوسط ونحاس أصفر في الحلقة الخارجية) | مقصب                            | شعار أندورا؛ النص "PRINCIPAT D'ANDORRA", "2 D.", "2005"                                     | التوقيع على عقد بين أبرشية أورغل وكونتة فوا؛ النص "SIGNATURA DELS PAREATGES"                                                                 | 2005                            |
|                                 | دينران اثنان                    | 13.92 ملم                       |                                 | غرام واحد                       | .999 ذهب                                                               | مقصب                            | نسر؛ النص "ANDORRA", "2 DINERS", "2011", "1 G OR PUR .999"                                  | تفاصيل شعار أندورا | 2011                            |
|                                 | دينران اثنان                    | 13.92 ملم                       |                                 | غرام واحد                       | .9999 ذهب                                                              | مقصب                            | نسر؛ النص "ANDORRA", "2 DINERS", "2012", "1 G OR PUR .9999"                                 | تفاصيل شعار أندورا | 2012                            |
|                                 | 5 دينرات                        | 38.5 ملم                        |                                 | 20 غرام                         | .999 silver                                                            | مقصب                            | شعار أندورا، النص "PRINCIPAT D'ANDORRA", "5 D.", "2013"                                     | نسر ذهبي طائر، النص "ÀGUILA DAURADA", "PLATA PURA .999"                                                                                      | 2013                            |
|                                 | 10 دينرات                       | 16.46 ملم                       |                                 | 3.11 غم                         | .999 ذهب                                                               | مقصب                            | نسر؛ النص "ANDORRA", "10 DINERS", "2009", "1/10 UNÇA OR PUR .999"                           | تفاصيل شعار أندورا | 2009                            |